# 이천 영월암 마애여래입상
이천 영월암 마애여래입상(利川 映月庵 磨崖如來立像)은 대한민국 경기도 이천시 관고동 영월암의 대웅전 뒤편의 거대한 바위에 새겨진, 고려시대의 마애 여래 입상이다.
1985년 1월 8일 대한민국의 보물 제822호 영월암마애여래입상(映月庵磨崖如來立像)으로 지정되었다가, 2010년 8월 25일 현재의 명칭으로 변경되었다.

## 개요
높이 약 10미터, 두께 4미터 가량의 동남간을 향한 바위면에 선각(線刻)되어 있다. 마애불상은 높이가 9.6m 어깨 폭이 3m 가량으로 규모면에서 경기도에서 제일 큰 불상이다. 머리는 승려 모양의 맨머리여서 지장보살의 상으로 여겨지며, 얼굴은 둥근 형태의 살찐 편이며 입이 커서 투박한 느낌을 준다. 목에는 삼도(三道)가 있고, 왼손은 가사자락을 움켜 쥔 모습으로 왼손으로부터 늘어진 가사의 주름이 무릎 아랫부분까지 늘어져 있고 오른손은 가슴 앞에 올려 손바닥을 펴서 밖을 향하게 한 시무외인(施無畏印)을 하고 있다. 이 상은 허리 부위에 가로로 길게 금이 가 있는 것을 제외하면, 보존 상태는 좋은 편이다.
한국민족문화대백과사전과 한국사지총람에 의하면, 고려 초기에 제작된 것으로 추정하고 있다. 고려말 고승인 나옹선사가 부모님을 천도하기 위해 조성한 것이라는 유래가 전해오고 있다. <용주사본말사지>에 따르면 “이 마애석불은 고려 중기 산악(山岳)법사가 새긴 것이라”고 한다. 나옹선사가 이 마애여래입상 앞에서 지장기도를 하여 어머니의 병을 낫게 함으로써 지장기도의 도량이 되어 왔다고 한다.

### 부처상 논란
이 마애상은 부처의 상으로 인식되어, 보물 지정 당시 마애여래입상(磨崖如來立像)으로 명명하였다. 상세 조사 결과, 머리가 부처가 가지는 일반적인 모양이 아닌 승려의 머리를 하고 있는 점, 복식이 법의가 아닌 일반 승려가 입는 가사 형식인 점, 부처의 상징인 육계(정수리에 머리가 툭 튀어나온 것)가 없이 일반 승려의 민머리 모양을 하고 있는 특징으로 보아 나한상이나 조사상으로 추정하기도 한다. 이 마애상은 불상이라기보다는 영월암의 창건조사 혹은 이 사찰과 인연이 깊은 고승을 기리기 위하여 조각된 상으로 짐작해 볼 수 있다. 영월암이 신라 문무왕 때 의상대사가 창건한 절이고, 나옹선사도 거하였던 곳이기 때문에 그런 짐작이 가능하다. 하지만, 고려시대 일반적인 승려상과는 차이가 있어, 여래상으로 봐야 한다는 견해도 있다.

## 사진

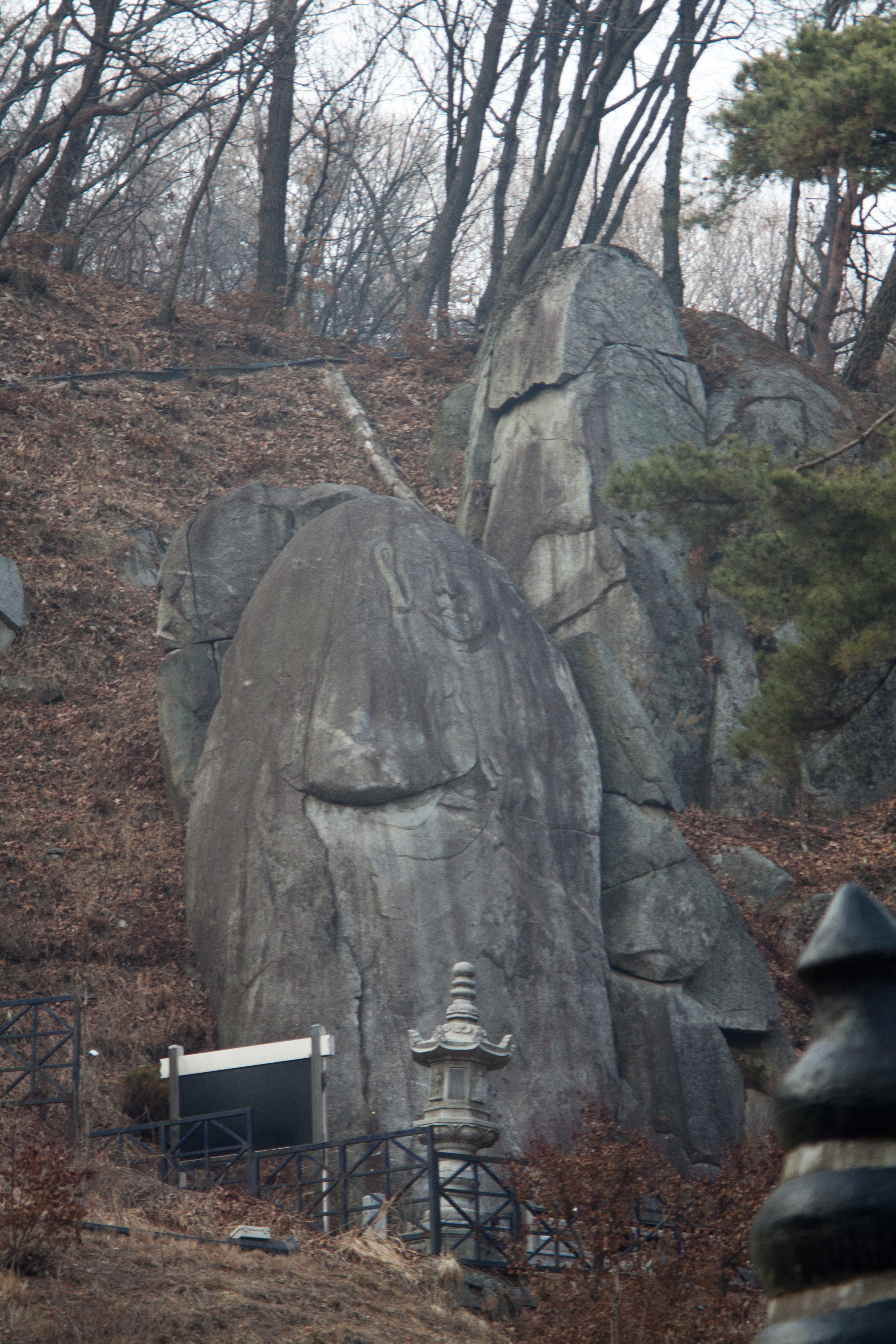
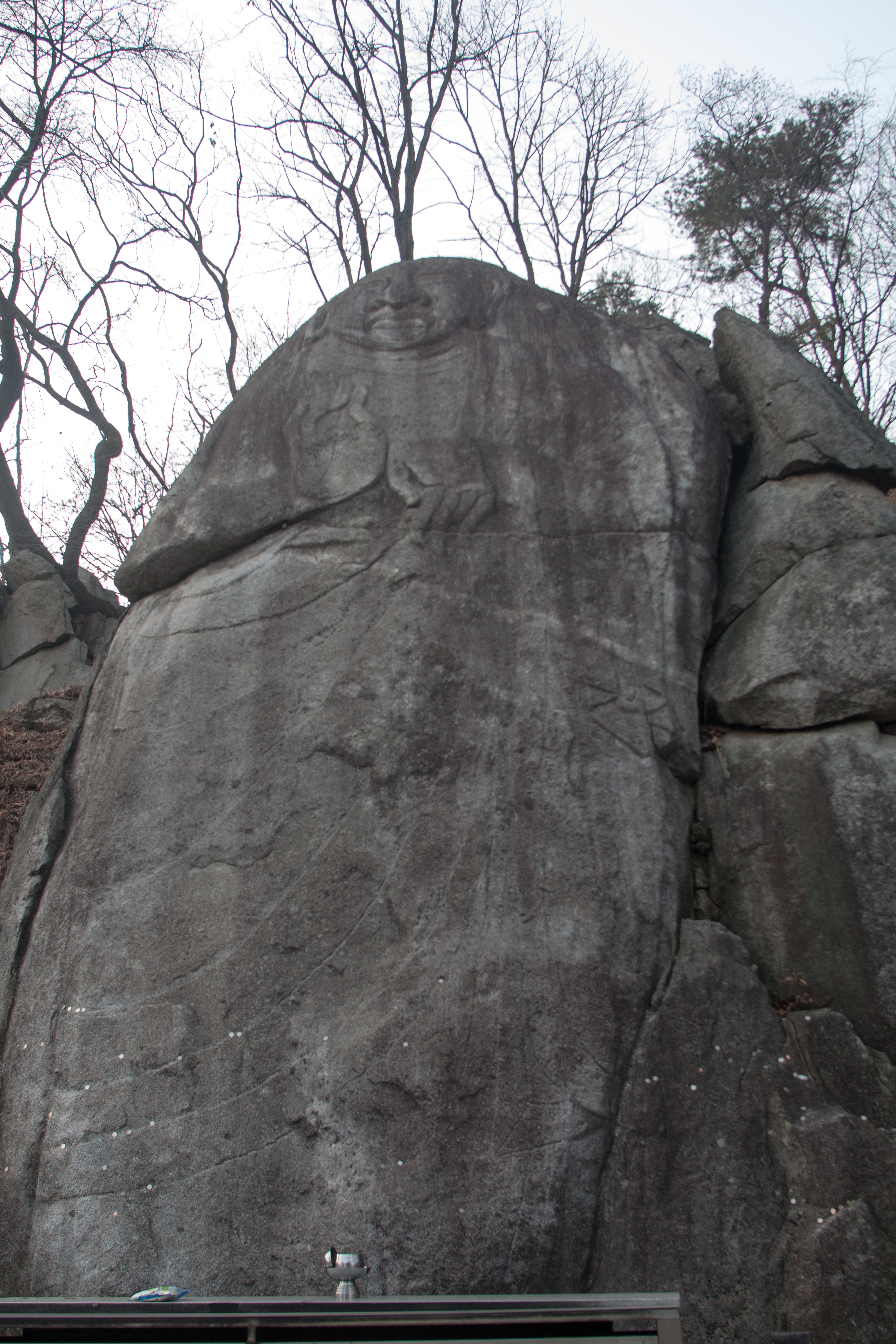
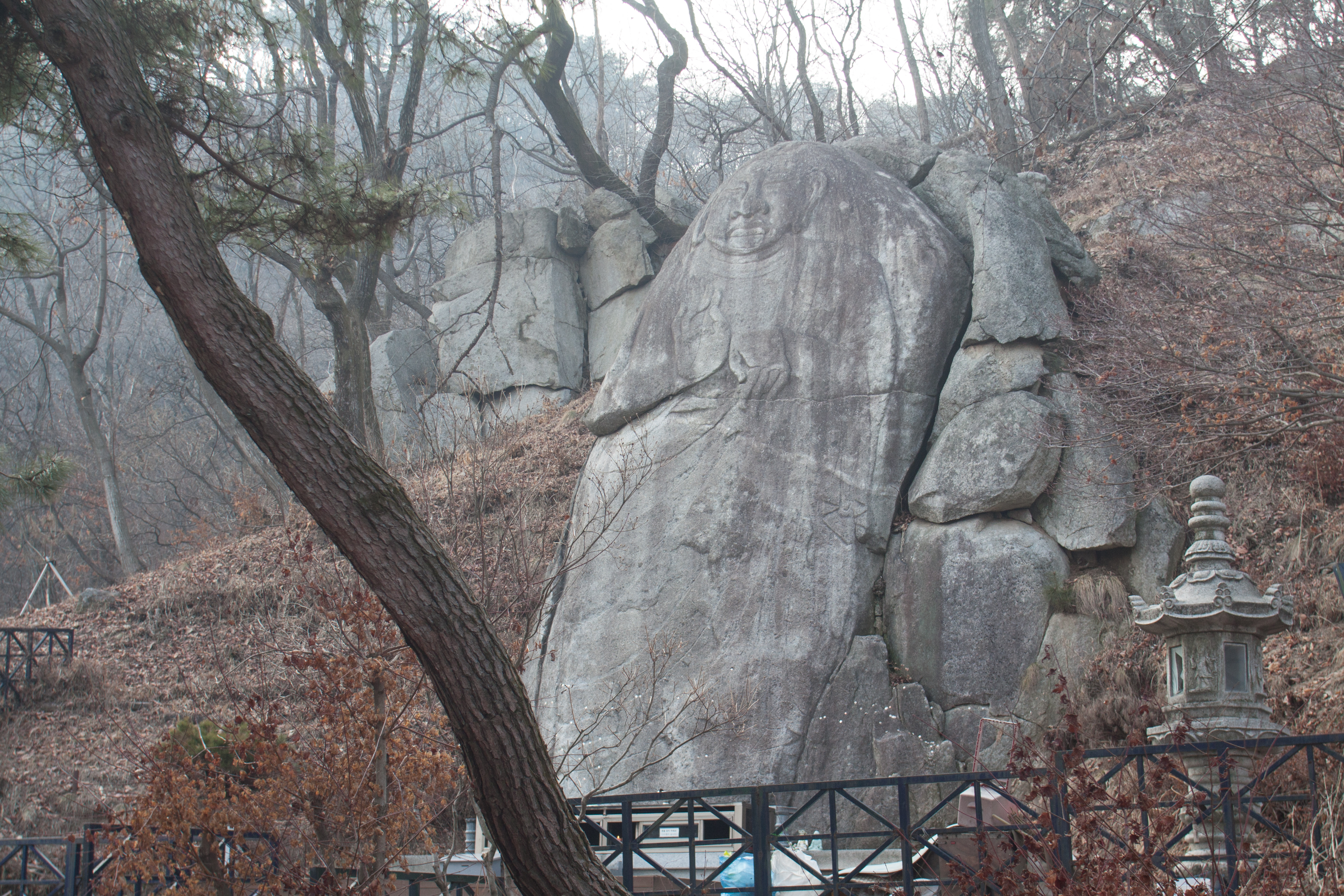
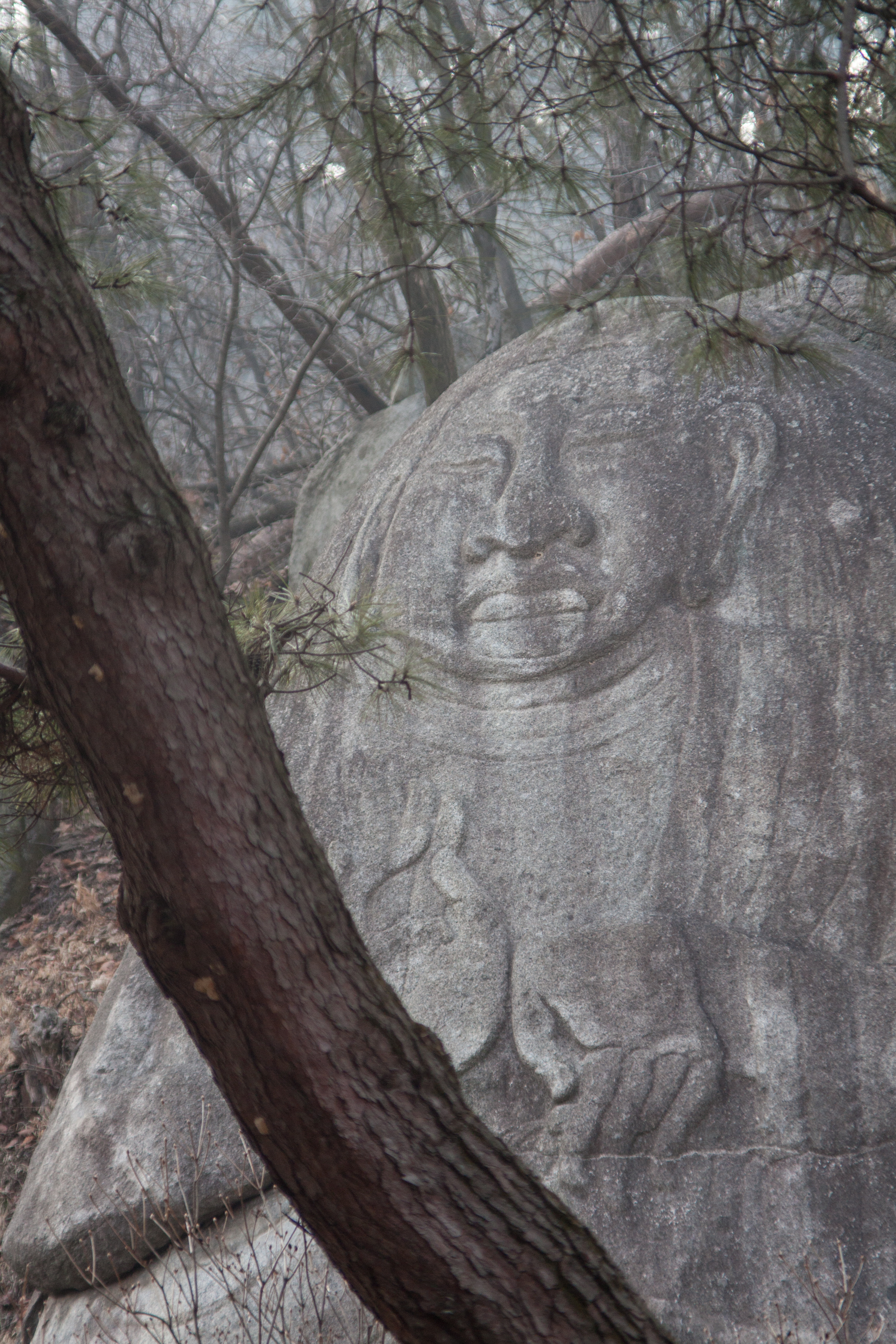
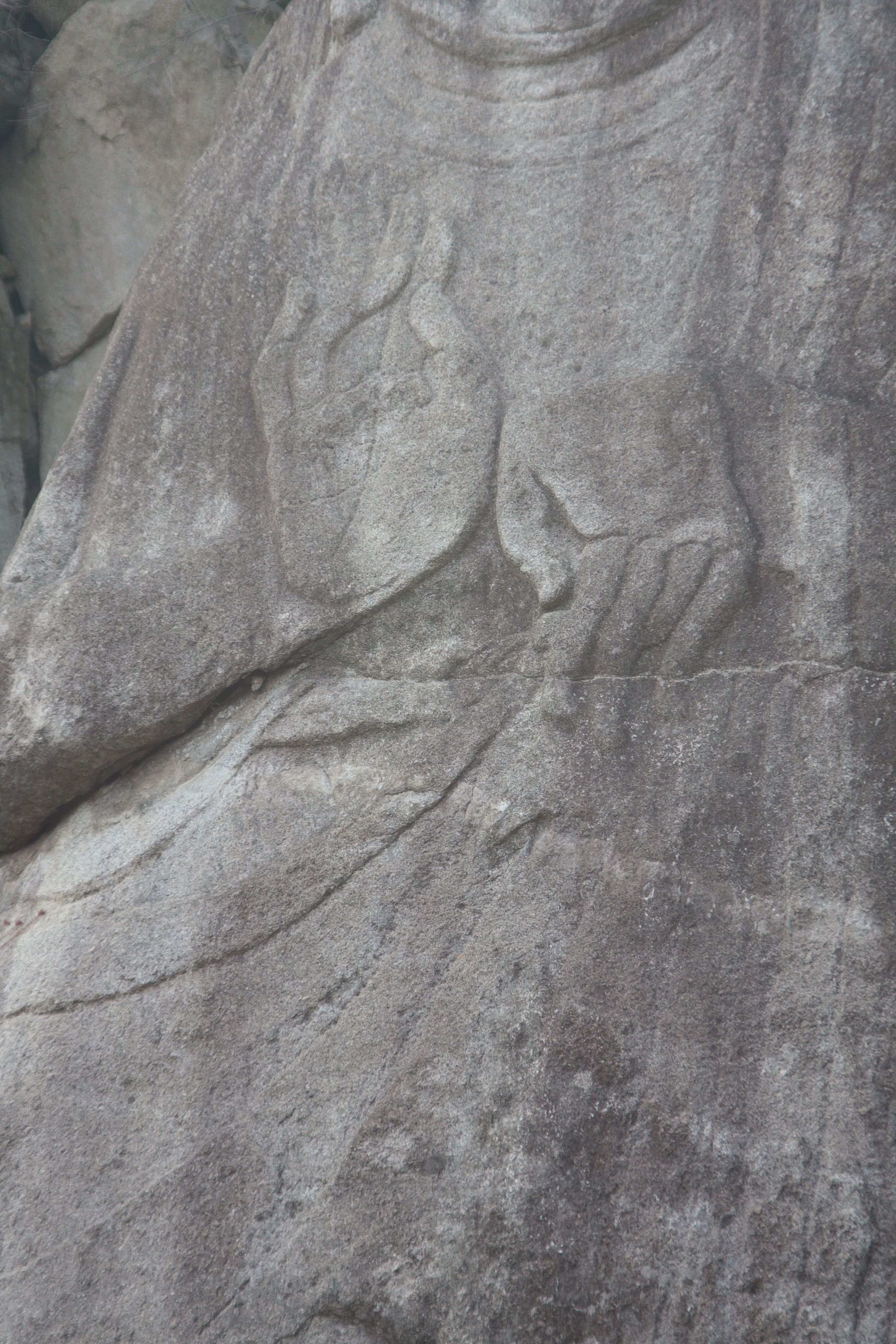
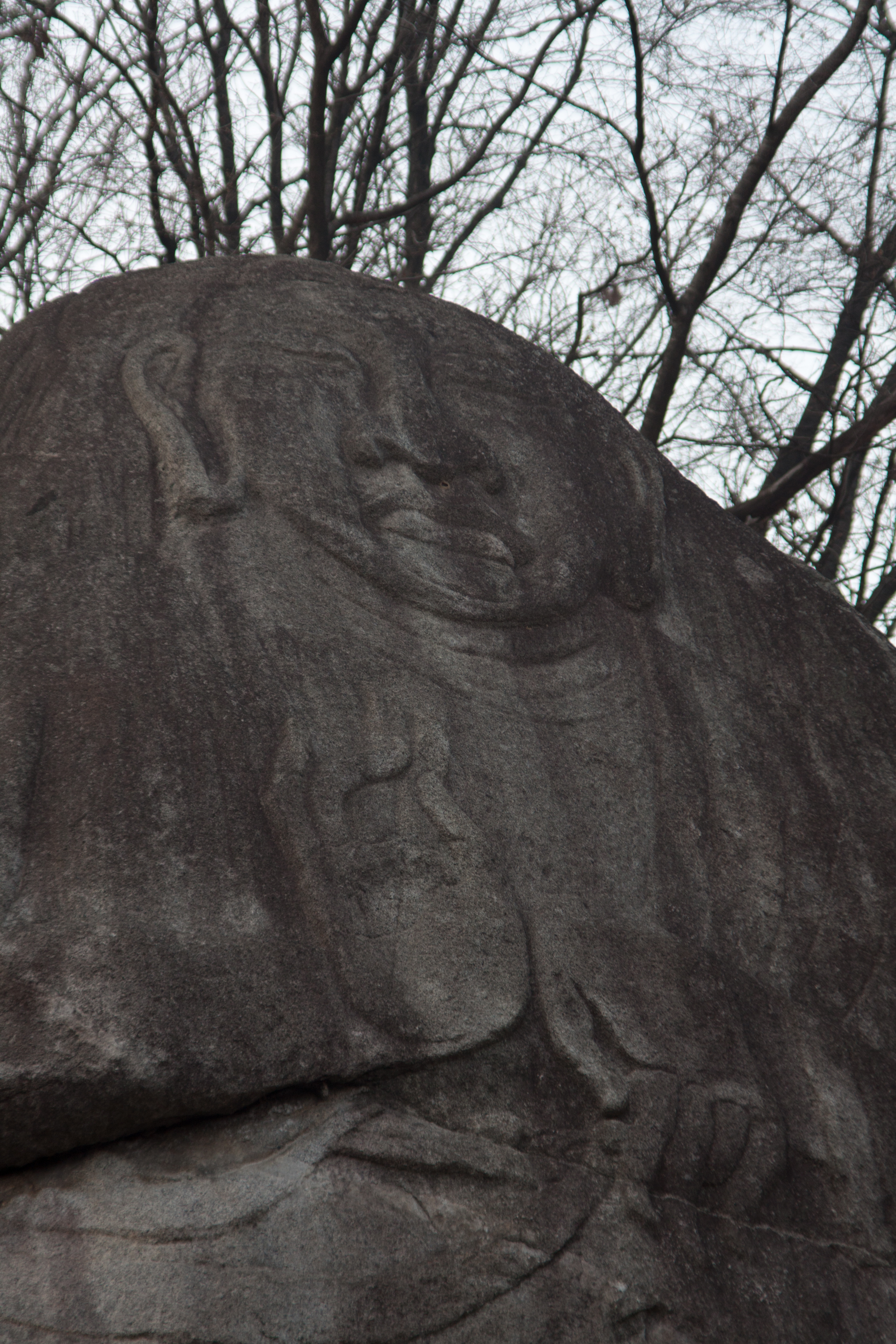
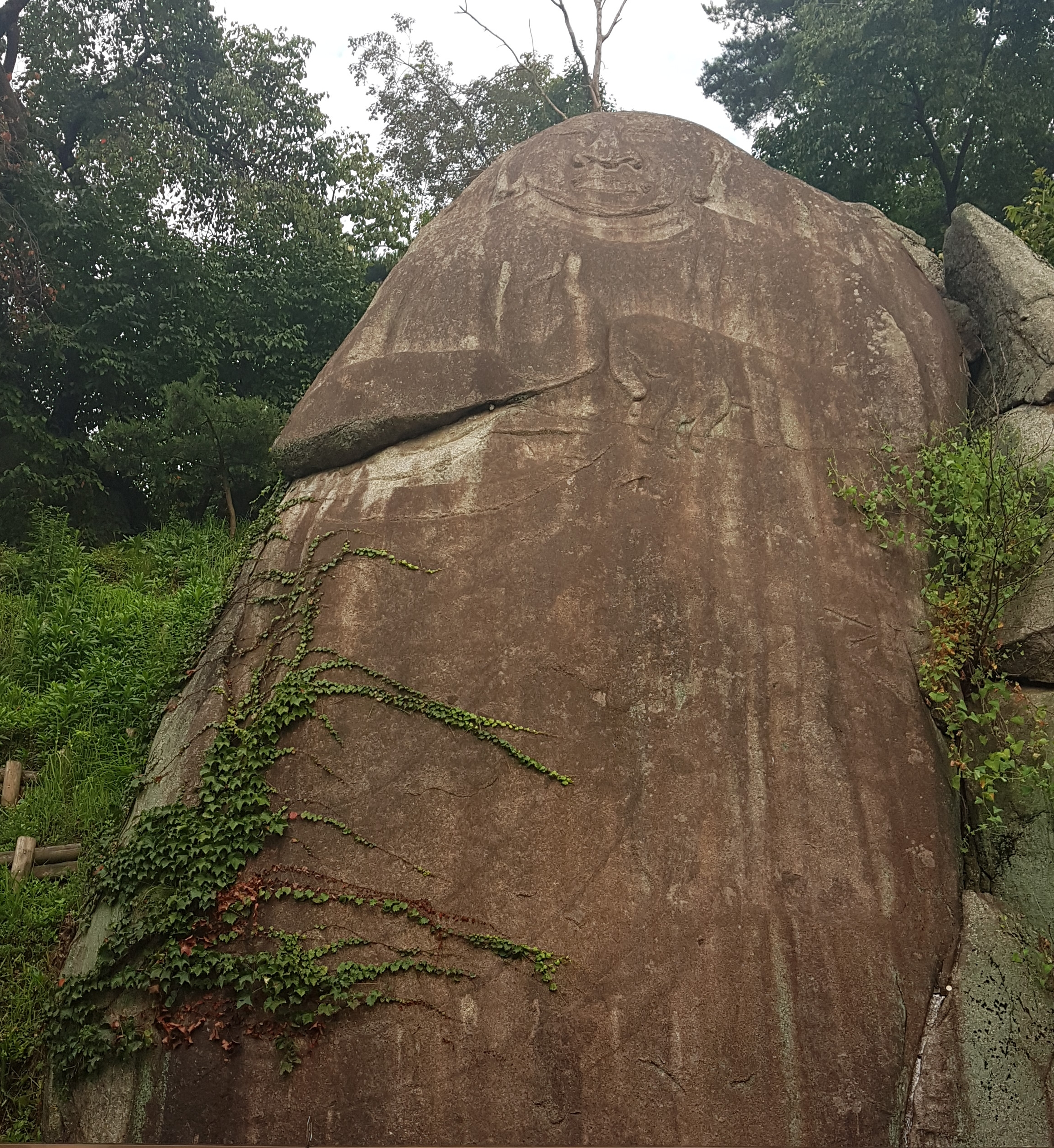

## 같이 보기
- 이천 영월암 - 이천시 향토유적 제14호
- 설봉공원